# Variety (revija)
Variety je ameriška poslovna revija, specializirana za ameriško filmsko industrijo, ki izhaja v Los Angelesu pod okriljem podjetja Variety Media, LLC., podružnice Penske Media Corporation.
Je ena najvplivnejših tovrstnih publikacij v ZDA, ki jo je leta 1905 v New Yorku kot tednik ustanovil Sime Silverman, sprva za pokrivanje vodvila in gledališča. Kmalu je prevzela pionirsko vlogo obravnave novonastajajoče filmske industrije; 19. januarja 1907 je tako objavila dve filmski recenziji, ki ju mnogi štejejo za prvi filmski recenziji v zgodovini. Leta 1933 je začela revija izhajati dnevno pod naslovom Daily Variety, po selitvi v Los Angeles pa je urednišvo pripravljalo tudi tedensko newyorško izdajo. Leta 1957 je lastništvo prevzel Silvermanov vnuk Syd in vodil revijo trideset let, do 1987, ko jo je prodal podjetju Cahners Publishing.
Sime Silverman je uvedel izstopajoč jezikovni slog, po katerem je revija znana še danes. Za novega bralca je težko razumljiv, s pogostim opuščanjem določnega člena »the«, spreminjanjem samostalnikov v glagole, zlasti pa z množico skovank, mnoge od katerih so prešle v splošno uporabo. V Varietyju so bili tako prvič natisnjeni neologizmi, kot so »deejay« (didžej), »sitcom« (situacijska komedija), »striptease« (striptiz), »payola« idr.
Izdajatelj je v dobi krize serijskih publikacij in vzpona interneta pričel eksperimentirati z alternativnimi viri prihodka. Leta 2011 je tako zagnal analitsko storitev Flixtracker in uvedel naročnino za spletno izdajo. Od leta 2013 spet izhaja tedensko, naročnina za spletno izdajo pa je bila ukinjena, ko se ni izkazala za dobro rešitev.